# Metropolia Parakou
Metropolia Parakou – jedna z dwóch metropolii rzymskokatolickich w Beninie. Erygowana 16 października 1997.

## Diecezje
- Archidiecezja Parakou
  - Diecezja Djougou
  - Diecezja Kandi
  - Diecezja Natitingou
  - Diecezja N’Dali